# 萊克什爾 (密蘇里州)
萊克什爾（英語：Lakeshire）是位於美國密蘇里州聖路易斯縣的城市。

## 人口
根據2020年美國人口普查的數據，萊克什爾的面積為0.58平方千米，皆為陸地。當地共有人口1554人，而人口密度為每平方千米2,679人。